# Cerro Gordo (sierra de Guadalupe)
Pour les articles homonymes, voir Cerro Gordo.
Le cerro Gordo est un sommet de la sierra de Guadalupe situé au Mexique.